# Badminton aux Jeux des îles de l'océan Indien 2015
Navigation
Édition précédente Édition suivante
Le badminton est l'une des quatorze disciplines sportives au programme des Jeux des îles de l'océan Indien 2015, la neuvième édition des Jeux des îles de l'océan Indien, qui se déroule à La Réunion en août 2015. Les épreuves se disputent au gymnase Michel-Debré de Saint-André.

## Médaillés
Les médaillés sont : 
| Épreuve            | Or                                  | Argent                                           | Bronze                                       |
| ------------------ | ----------------------------------- | ------------------------------------------------ | -------------------------------------------- |
| Simple hommes      | Georges Paul (MRI)                  | Didier Nourry (REU)                              | Loïc Bertil (REU)                            |
| Simple hommes      | Georges Paul (MRI)                  | Didier Nourry (REU)                              | Mohamed Ajfan Rasheed (MDV)                  |
| Simple femmes      | Kate Foo Kune (MRI)                 | Alisen Camille (SEY)                             | Nicki Chan-Lam (MRI)                         |
| Simple femmes      | Kate Foo Kune (MRI)                 | Alisen Camille (SEY)                             | Juliette Ah-Wan (SEY)                        |
| Double hommes      | Maurice Aatish Lubah Georges Paul   | La Réunion Xavier Chan Fung Ting Sébastien Laude | Maurice Sahir Edoo Yoni Louison              |
| Double hommes      | Maurice Aatish Lubah Georges Paul   | La Réunion Xavier Chan Fung Ting Sébastien Laude | Seychelles Georgie Cupidon Steve Malcouzanne |
| Double femmes      | Maurice Kate Foo Kune Yeldy Louison | Seychelles Alisen Camille Juliette Ah-Wan        | La Réunion Audrey Lebon Mélodie Parrot       |
| Double femmes      | Maurice Kate Foo Kune Yeldy Louison | Seychelles Alisen Camille Juliette Ah-Wan        | Maurice Shama Aboobakar Nicki Chan-Lam       |
| Double mixte       | Maurice Sahir Edoo Yeldy Louison    | Maurice Georges Paul Kate Foo Kune               | Maurice Christopher Paul Shama Aboobakar     |
| Double mixte       | Maurice Sahir Edoo Yeldy Louison    | Maurice Georges Paul Kate Foo Kune               | Seychelles Georgie Cupidon Juliette Ah Wan   |
| Par équipes hommes | Maurice                             | Maldives                                         | La Réunion                                   |
| Par équipes hommes | Maurice                             | Maldives                                         | Seychelles                                   |
| Par équipes femmes | Maurice                             | Seychelles                                       | La Réunion                                   |
| Par équipes femmes | Maurice                             | Seychelles                                       | Maldives                                     |